# L'Acteur (film, 2023)
Pour les articles homonymes, voir L'Acteur.
Pour plus de détails, voir Fiche technique et Distribution.
L'Acteur, sous-titré Ou la surprenante vertu de l'incompréhension, est un court-métrage français réalisé par Hugo David et Raphaël Quenard, sorti en 2023.
Alternant entre documentaire et fiction, il s'agit en partie d'un making-of du film Chien de la casse de Jean-Baptiste Durand.
Il est nommé pour le César du meilleur court-métrage documentaire lors de la 49e cérémonie des César en 2024.

## Synopsis
Raphaël Quenard est acteur. Il joue pour la première fois le rôle principal d’un long métrage. Cependant, sa tendance à interpréter son personnage et à se faire remarquer sur le tournage rend ses relations compliquées avec les autres membres de l'équipe.

## Fiche technique
- Titre original et francophone : L'acteur, ou la surprenante vertu de l'incompréhension
- Réalisation et scénario : Hugo David et Raphaël Quenard
- Musique : Hugo Rossi et Théodore Vibert
- Montage : Marc Allal et Hugo David
- Production : Raphaël Quenard et Anaïs Bertrand
  - Production associée : Khir-Din Grid et Mourad Boudaoud
- Sociétés de production : Insolence Productions, Nouvelle Toile, Lipsum Productions
- Sociétés de distribution : France Télévisions (France)
- Pays de production :  France
- Langue originale : français
- Format : couleur — Dolby Digital
- Genre : comédie dramatique
- Durée : 25 minutes
- Dates de sortie :
  - France : 15 décembre 2023 (streaming)

## Distribution
- Raphaël Quenard : l'Acteur / lui-même
- Jean-Baptiste Durand : lui-même
- Anthony Bajon : lui-même
- Galatéa Bellugi : elle-même
- Kengo Saito : Maître Hachoto

## Distinctions

### Nomination
- 2024 : César du meilleur court-métrage documentaire pour Hugo David, Raphaël Quenard et Anaïs Bertrand